# Јуста Грата Хонорија
Јуста Грата Хонорија (лат: Iusta Grata Honoria, рођена 417. или 418. - умрла око 455. године), познатија просто као Хонорија, била је ћерка западноримског цара Констанција III и Гале Плацидије, ћерке Теодосија I. Била је старија сестра цара Валентинијана III. Најпознатија је по томе што је 450. затражила заштиту од Атиле што је хунски краљ протумачио као брачну понуду.
Хонорија је рођена између октобра 417. и септембра 418. године као прво дете у браку западноримског војсковође Флавија Констанција и Гале Плацидије, полусестре цара Хонорија. Имена Јуста и Грата добила је по својим баба-теткама, ћеркама цара Валентинијана I док је име Хонорија у својој мушкој варијанти већ било одомаћено у Теодосијевој династији. Хоноријин млађи брат, будући Валентинијан III је рођен 3. јула 419. године. Најзад, Хонорије је произвео свог зета Флавија Констанција у савладара 8. фебруара 421. године, али је Констанције III умро већ 2. септембра исте године. У потоњим борбама око утицаја над царем Хоноријем, Гала Плацидија и њена деца су 423. протерани из Равене и уточиште су пронашли на источноримском двору у Цариграду. Источноримски цар Теодосије II, Плацидијин синовац, је 424. послао војску у Италију која је свгрла узурпатора Јована, који се учврстио након Хоноријеве смрти августа 423. године, и прогласила Валентинијана III за августа Запада у Риму 23. октобра 425. године.
Након постављена Валентинијана на престо, Хонорија је добила титулу августе коју је одраније носила и њена мајка. Мајка и ћерка су у Равени, резиденцији западноримских царева, подигле базилику посвећену св. Јовану Крститељу коме су приписивале избављење из бродолома у Јадранском мору током повратничког путовања у Италију. У част две августе је кован и новац, неколико серија са представом Хонорије исковани су у Равени, највероватније 425-6. године. Иако је мала августа имала највише осам година, портрети на новцу је приказују као одраслу безличну царицу а у складу са владарском иконографијом Теодосијеве династије. 
У међувремену, 433. врховну власт у Западном царству је преузео војсковођа Аеције из руку Плацидије која је од 425. била регент у име свог малолетног сина. Валентинијан је затим 437. оженио Теодосијеву ћерку Еудоксију и убрзо је добио ћерке Еудокију (рођ. 438) и Плацидију (439. или 440.). Хонорија је тиме потиснута у други план почто се очекивало да ће породица њеног брата и даље расти. Епизода која је уследила описана је само у фрагментарно сачуваним изворима. По византијском хроничару из 6. века Марцелину, Хонорија је постала љубавница извесног Евгенија, прокуратора тј управника њеног имања. Августина веза згранула је царски двор, Евгеније је 449. погубљен, а Хонорија, која је по неким изворима остала у другом стању, је на брзину удата за бившег конзула Херкулана. Супруг јој је одабран тако да, по Јовану из Антиохије, није могла више тежити ни царској власти ни преврату. Најзад, Хонорија, незадовољна својим положајем, послала 449. или почетком 450. је поверљивог евнуха са златом и својим печатним прстеном хунском краљу Атили. Варварски краљ је Хоноријину поруку, за коју данас не можемо тачно рећи шта је садржала, протумачио као брачну понуду и затражио је од Валентинијана да му у име мираза препусти половину царства. Иако је Теодосије II саветовао свог брата од тетке да Атили преда Хонорију, западноримски цар је одбио хунске захтеве. За њега, Хонорија је већ била удата и поред тога римски закони нису прихватали могућност да жена наследи престо нити формалну поделу царства. Хонорија је поштеђена царевог гнева на интервенцију старе августе Плацидије. 
Хонорија се 449/50. обратила за помоћ Атили, баш као што је и њена мајка учинила 423. тражећи заштиту Визигота за чијег је краља била некада удата. Самим тим, овакав пример није био усамљен, али је Атила желео да унутрашња превирања на двору у Равени искористи за своје циљеве. Разнородна војска хунског краља је 451. упала у Галију али је заустављена од стране Аеција и његових варварских савезника у бици на Каталаунским пољима. И наредне 452. Атила је опљачкао и разорио градове северне Италије али је већ 453. године умро у Панонији. Пошто је нестало велике опасности Валентинијан III је убио Аеција 454, али је наредне године и сам погинуо од руку двојице Аецијевих гардиста. Хонорија, која се у изворима последњи пут помиње 450. вероватно није преживела убиство њеног брата које је уједно означило и крај владавине Теодосијеве династије на Западу.